# Ornaczański Potok
Ornaczański Potok – potok, dopływ Pyszniańskiego Potoku. Cała jego zlewnia znajduje się w Ornaczańskim Żlebie na wschodnich stokach Ornaku w Tatrach Zachodnich. Wypływa na wysokości 1607 m i spływa w północno-wschodnim kierunku dnem Ornaczańskiego Żlebu. Na wysokości 1112 m, przy Wielkiej Polanie Ornaczańskiej uchodzi do Pyszniańskiego Potoku jako jego lewy dopływ.
Tylko na niektórych odcinkach potok płynie na powierzchni, na znacznej części swojej długości ginie pod powierzchnią. Nazwę potoku i opis podaje Wielka encyklopedia tatrzańska. Jest to niewielki potok, na mapach zwykle nie ma on nazwy.
Powierzchnia zlewni wynosi 1,268 km², długość potoku 1,56 km, a średni spadek 31,2%.